# 伊亞河
伊亞河是俄羅斯的河流，位於伊爾庫茨克州內，屬於奧卡河的左支流，最終注入布拉茨克水庫，河道全長486公里，流域面積18,100平方公里，在每年10月下旬至11上旬開始結冰，直至翌年4月下旬至5月上旬。